# Bernie Bickerstaff
Bernard Tyrone „Bernie“ Bickerstaff (* 11. Februar 1944 in Benham, Kentucky) ist ein US-amerikanischer Basketballtrainer.
Bickerstaff war Co-Trainer bei den Chicago Bulls, den Portland Trail Blazers und den Los Angeles Lakers. Ebenfalls Executive Vice President der Charlotte Bobcats, deren erster Cheftrainer und Generalmanager er war.
Er war weiterhin Chef-Trainer der Seattle SuperSonics, bei denen er in der Saison 1986/87 sogar zum Coach of the Year gewählt wurde. Außerdem war er Chef-Trainer der Denver Nuggets und der Washington Bullets. Als Assistent bei den Bullets gelang es ihm 1978, seinen bisher einzigen NBA-Titel einzufahren.
Im Juli 2008 wurde Bickerstaff als Co-Trainer der Chicago Bulls verpflichtet, um Trainerneuling Vinny Del Negro zu unterstützen. Bis Sommer 2012 war Bickerstaff bei den Bulls angestellt, wurde aber dann zusammen mit Del Negro entlassen. Bickerstaff erhielt daraufhin das Angebot Co-Trainer der Portland Trail Blazers zu werden. Im Sommer 2012 verließ er die Blazers wieder und wechselte zu den Los Angeles Lakers. Im November 2012 wurde Bickerstaff kurzzeitig Interims-Headcoach der Los Angeles Lakers, nachdem Cheftrainer Mike Brown von seinen Aufgaben entbunden wurde. Nach einjähriger Zusammenarbeit trennten sich beide Parteien wieder.
Seit Juli 2013 ist er als Assistent Coach bei den Cleveland Cavaliers unter Vertrag.
Im Juni 2014 wurde Bickerstaff mit dem National Basketball Coaches Association's Chuck Daly Lifetime Achievement Award ausgezeichnet.